# Ladies' Choice
Albums de George Jones
You've Still Got a Place in My Heart
(1984) First Time Live
(1984)
Ladies' Choice est un album de l'artiste américain de musique country George Jones. Cet album est sorti en 1984 sur le label Epic Records, et est principalement composé de duos avec des artistes féminines de musique country.

## Liste des pistes
| No  | Titre                                                 | Durée |
| --- | ----------------------------------------------------- | ----- |
| 1.  | She's My Rock                                         |       |
| 2.  | Hallelujah I Love Her So (avec Brenda Lee)            |       |
| 3.  | All I Want to Do in Life (avec Janie Fricke)          |       |
| 4.  | We Sure Make Good Love (avec Loretta Lynn)            |       |
| 5.  | Daisy Chain (avec Barbara Mandrell)                   |       |
| 6.  | All Fall Down (avec Emmylou Harris)                   |       |
| 7.  | Size Seven Round (Made of Gold) (avec Lacy J. Dalton) |       |
| 8.  | Our Love Was Ahead of Its Time (avec Deborah Allen)   |       |
| 9.  | Slow Burning Fire (avec Terri Gibbs)                  |       |
| 10. | Best Friends (avec Leona Williams)                    |       |

## Positions dans les charts

### Album
| Chart (1984)                      | Positions |
| --------------------------------- | --------- |
| U.S. Billboard Top Country Albums | 25        |

### Singles
| Année | Single                                                  | Positions  | Positions   |
| Année | Single                                                  | US Country | CAN Country |
| ----- | ------------------------------------------------------- | ---------- | ----------- |
| 1984  | "She's My Rock"                                         | 2          | 1           |
| 1984  | "Hallelujah, I Love You So" (avec Brenda Lee)           | 15         | 13          |
| 1984  | "Size Seven Round (Made of Gold)" (avec Lacy J. Dalton) | 19         | 11          |